# Il cavaliere di bronzo (poema)
Il cavaliere di bronzo  (in russo Медный всадник: Петербургская повесть) scritto nel 1833 da Aleksandr Sergeevič Puškin e pubblicato postumo nel 1837, è un poema narrativo, in tetrametro giambico, sulla grande alluvione che colpì San Pietroburgo il  19 novembre 1824 e sulla statua equestre di Pietro il Grande. È considerato uno dei più significativi lavori della letteratura russa. La statua è oggi conosciuta come il cavaliere di bronzo grazie proprio al poema di Puškin.

## Trama

### Proemio
L'autore racconta la nascita della nuova capitale russa, Pietroburgo, vista come una finestra sull'Europa fondata da Pietro il Grande sulla palude, per essere un baluardo difensivo da cui controllare le terre nordiche. Dopo un secolo la città è cresciuta in bellezza, sembra aver oscurato la vecchia Mosca e aver vinto la sua sfida contro gli elementi naturali... ma non è sempre così.
(in Puškin, vv. 43-49, p. 354)

### Prima parte

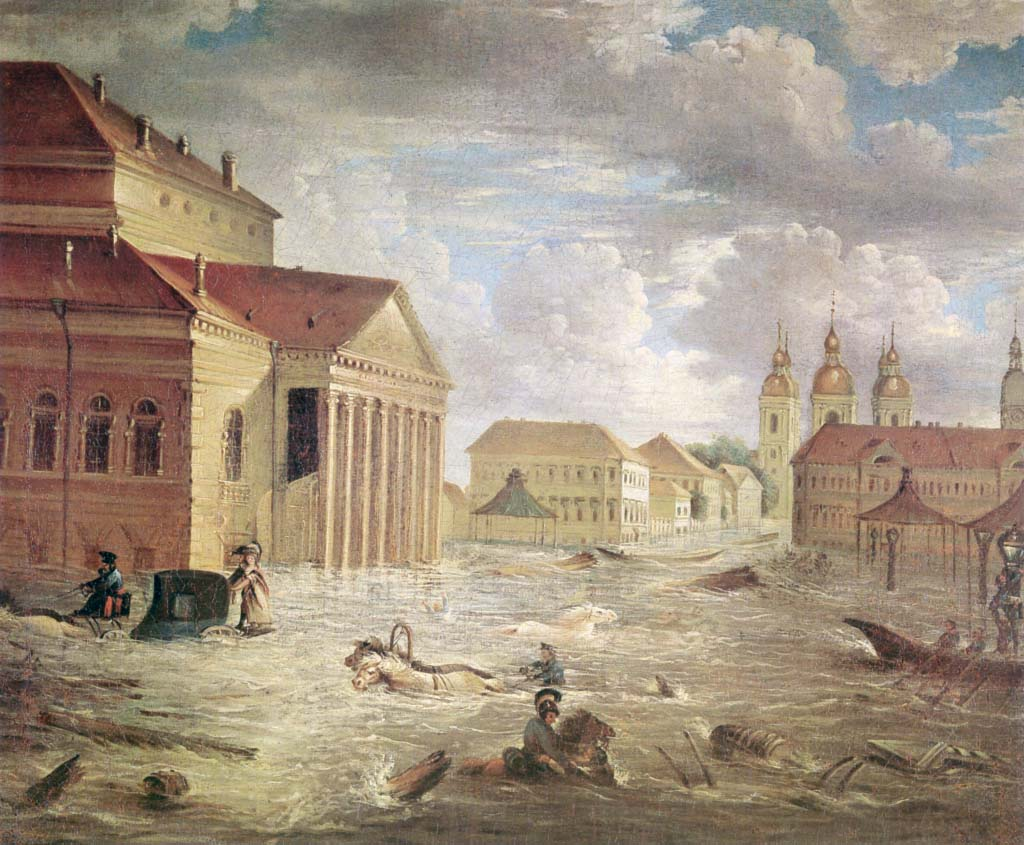
"Il 7 novembre 1824 sulla Piazza del Teatro nei pressi del Bol'šoj", opera di Fëdor Alekseev

Evgenij è un uomo discendente da una casata una volta in auge e adesso decaduta, senza nessun genio particolare e con una vita mediocre da impiegato statale, lamentoso nei confronti del proprio destino, attaccato alla vita solo in prospettiva della sua speranza, il suo "sogno", una ragazza di nome Paraša, che vive con la madre, una vedova, sul litorale alle foci della Neva. È il cosiddetto piccolo uomo, senza ambizioni se non quelle di avere una vita stabile.
Una sera, poco dopo il rientro a casa da una visita alla fanciulla amata, Evgenij s'addormenta pensando che presto avrebbe potuto sposarsi, avere dei figli, essere felice, ma è anche turbato dall'ululare del vento e dalla pioggia battente. Per tutta la notte la Neva lotta con le forze del mare, ma le sue difese cedono e al mattino le acque invadono la città, seminando morte e distruzione. L’unica speranza di salvezza è trovare riparo in alto: Evgenij raggiunge la piazza principale e sale sul dorso di un leone di marmo, dove guarda inorridito le acque seminare morte e distruzione. Non lontano da lui, che è in pena per la sorte di Paraša c’è il cavaliere di bronzo, la statua equestre di Pietro il Grande che guarda indifferente la devastazione in atto.

### Seconda parte

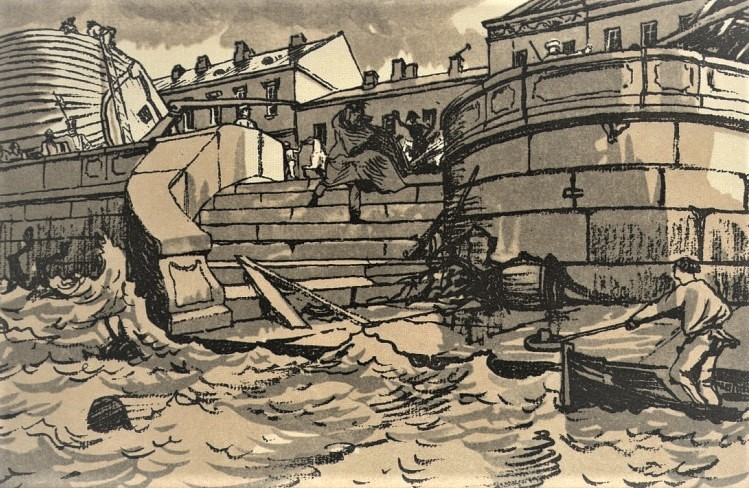
Illustrazione di Aleksandr Benois che ritrae Evgenij mentre chiama il barcaiolo

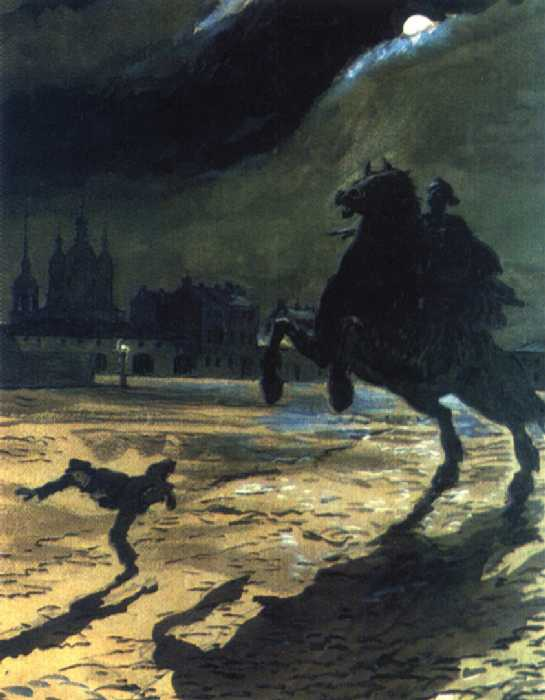
Illustrazione di Benois che raffigura Evgenij inseguito dal "cavaliere di bronzo"

Quando la furia della tempesta si placa, mentre la città è vittima di atti di sciacallaggio, Evgenij si fa accompagnare da un barcaiolo dove vive Paraša, ma scopre che la casupola è stata divelta dalle acque e che non ci sono superstiti.
Il giovane, resosi conto di aver perduto colei che era il suo sogno, esce di senno, non fa più ritorno al suo appartamento e si avvia, ormai straniero al mondo, a un'esistenza raminga. Una sera d'autunno, con la pioggia e il vento che scuotono San Pietroburgo, il passato orrore si riaffaccia alla mente di Evgenij, il quale sta vagando nei pressi della statua di Pietro. Egli fissa con «sguardi selvaggi», il «potente signore del destino», lo zar che volle fondare una città presso il mare. Tremante d'odio, mostra il pugno alla statua, grida la sua rabbia e gli pare che essa d'incanto prenda vita e si metta a inseguirlo. Il povero demente corre, in preda al terrore, ma dovunque vada sente dietro di sé il pesante galoppo del bronzeo cavaliere.
In seguito, quando gli accadrà di tornare in quella piazza ove è la statua, Evgenij non riuscirà più ad alzare lo sguardo verso il volto di Pietro, e passerà oltre. Poi, un giorno, il suo freddo cadavere sarà trovato presso la soglia della vecchia casupola di Paraša, che l'inondazione aveva trasportato su una deserta isoletta, dove «non cresce un filo d'erba».

## Storia della creazione e pubblicazione
Già nel 1827, Puškin aveva pensato di scrivere una storia di Pietro il Grande, affascinato sia dall'uomo che dall'epoca in cui aveva vissuto. Fu però nel 1831 che si decise a fare un serio lavoro di storico e all'uopo chiese — e ottenne da Nicola I — di poter visionare gli archivi e frequentare la biblioteca di Voltaire, sita a quel tempo all'Ermitage. Tuttavia svolse ricerche sulla rivolta di Pugačëv e tornò a Pietro due anni dopo, ma da poeta e non da storico, con Il cavaliere di bronzo, scritto nella tenuta di famiglia a Boldino, in meno di un mese, tra il 6 e il 31 ottobre.
L'idea di raccontare l'inondazione del 1824 potrebbe essere venuta a Puškin anche in risposta agli scritti di Adam Mickiewicz, piuttosto critici nei riguardi di San Pietroburgo e del suo fondatore. Una sua poesia descriveva il giorno precedente l'inondazione, ma come puntualizza Puškin in una nota del poema, con particolari inesatti. Non che il poeta abbia direttamente assistito alla tragedia, — era a Michajlovskoe — ma aveva potuto informarsi tramite i giornali. Sappiamo anche che devolse una parte dei suoi guadagni letterari alle vittime della tragedia, per il tramite di amici, giacché non gradiva che il gesto fosse reso pubblico.
Del poema, Puškin poté stampare nel 1834 solo il Proemio e anch'esso monco di quattro versi, per imposizione censoria dello zar, con il titolo Pietroburgo. Frammento di un poema, sulla rivista mensile Biblioteka dlja čtenija (La Biblioteca per la lettura). Il poeta non volle apportare le altre modifiche che gli furono richieste e preferì rinunciare alla pubblicazione. Sarà Žukovskij ad eseguire i cambiamenti voluti da Nicola per l'edizione postuma del 1837 su Il Contemporaneo. Il testo integrale, così come era uscito dalla penna di Puškin, vedrà le stampe solo nel 1904.